# Informatique et création numérique
Pour les articles homonymes, voir ICN.
Informatique et Création Numérique (ICN) est un enseignement d'exploration consacré à l'apprentissage et à l'utilisation de l'informatique et du numérique. Cet enseignement est disponible en seconde générale depuis l'année 2015 dans certains lycées de France. Il fait place maintenant à l'enseignement de Sciences numériques et technologie depuis la rentrée 2019.

## Enjeux
L'objectif de cet enseignement a été d'apporter aux élèves des connaissances sur l'informatique et le numérique. Ils ont donc été amenés à résoudre des problèmes algorithmiques, à faire de la programmation, à produire et à partager des contenus sur Internet. Ils devaient réaliser des travaux de groupe pour apprendre à communiquer et à travailler à plusieurs.